# Ulster Freedom Fighters
Els Ulster Freedom Fighters (en català, Combatents de la llibertat de l'Ulster) són la branca armada de l'Ulster Defence Association i de l'Ulster Democratic Party, fundat el 1973. Lluitaren contra l'IRA Provisional per al manteniment d'Irlanda del Nord sota autoritat britànica (la divisa del grup era millor morir dempeus que viure de genolls a dins d'una república irlandesa). El grup serà prohibit el 1975, sense que la seva branca civil sigui inquietada.
L'organització es troba a la Llista d'Organitzacions Terroristes Estrangeres del Departament d'Estat dels EUA així com a les llistes equivalents dels governs del Canadà i del Regne Unit i ho estava fins al 2009 a la de la Unió Europea però ja no hi apareix el 2010.
Construït sobre el model de l'IRA Provisional, el grup comptava entre 200 i 300 militants. Durant el conflicte nord-irlandès, l'UFF es farà responsable de 147 morts.
L'Ulster Freedom Fighters s'acosta a poc a poc a la Loyalist Volunteer Force, fins a reivindicar atemptats sota la mateixa denominació : Red Hand Defenders.
L'11 de novembre de 2007, per ordre de l'Ulster Defence Association, l'UFF deposa les seves armes.